# Ignacio Ramón de Roda
Ignacio Ramón de Roda (Ontiñena, 17 de octubre de 1752 - Rueda, 4 de enero de 1823) fue un religioso español que alcanzó el rango de obispo de León. Fue un famoso defensor del absolutismo.

## Biografía
Fue natural de la localidad de Ontiñena, donde nació en el número 8 de la calle de Santa Águeda. Estudió en el colegio de San Andrés de la Universidad de Huesca, licenciándose de teología en 1775 y doctorándose en derecho canónico en 1777.
Durante los años siguientes fue profesor del Colegio de la Santa Cruz de la Universidad de Valladolid, de la que llegó a ser vicerrector. Del mismo periodo se conserva un dictamen que emitió sobre el concordato con la Santa Sede. En 1781 pasó a ser teólogo de cámara del arzobispado de Burgos y, tras ser considerado para varias prebendas, fue nombrado racionero de la catedral de Santiago de Compostela en 1786. En 1801 fue finalmente nombrado canónigo de dicha catedral.
En paralelo la alianza hispano-francesa fue desde 1801 poniendo a España en la órbita del Primer Imperio Francés y generando un descontento popular al alza. Tras el Levantamiento del Dos de Mayo en Madrid, se produjeron disturbios en La Coruña el 30 de mayo, siendo Ramón de Roda nombrado viceregente de la junta de defensa. Fracasado el levantamiento en Galicia, fue encarcelado durante tres meses en el castillo de San Antón.
Tras la guerra fue diputado a cortes por Galicia, destacando como un ferviente absolutista y firmante en 1814 del Manifiesto de los Persas contra las ideas liberales que habían surgido de las Cortes de Cádiz. En recompensa a su apoyo al rey fue elegido en 1814 para el obispado de León. Fue seleccionado en septiembre y confirmado el 19 de diciembre, siendo ordenado obispo en febrero de 1815. Ramón de Roda celebró la elección donando a su localidad natal un fragmento de la vera cruz y una dotación económica para festejos religiosos. También donó un relicario de plata al colegio de la Santa Cruz de Valladolid donde había sido profesor.
Ramón fue un destacado ejecutor de la represión del liberalismo en su diócesis leonesa. Con su llegada comienzan los procesos contra aquellos que habían mostrado simpatías liberales. Ramón de Roda purgó el cabildo catedralicio de canónigos con conexiones liberales, recluyó en conventos a sacerdotes que habían mostrado tales simpatías, fue el denunciante que inició el proceso judicial contra el líder liberal leonés y antiguo combatiente antifrancés Luis de Sosa, buscando luego extenderlo a las amistades de este, y exhortó al ayuntamiento a promover un colegio de jesuitas como contrapeso educativo a la libertad de imprenta.
Su significación absolutista le trajo sin embargo problemas con la llegada en 1820 del Trienio Liberal, siendo desterrado de su diócesis. Pasó el destierro en Valencia de Don Juan, técnicamente en la diócesis de Oviedo pero geográficamente rodeada por la de León, lo que motivó un nuevo destierro a Tordesillas, acabando finalmente en Rueda, donde terminaría sus días.